# Wilfredo Olivera
Wilfredo Olivera (Rafaela, Santa Fe, Argentina; 23 de junio de 1987) es un futbolista argentino. Juega de defensor central y su equipo actual es Racing de Córdoba, de la Primera Nacional de Argentina.

## Trayectoria

### Inicios
Surgió futbolísticamente en Sportivo Norte y si bien tuvo un paso, solo con algunos entrenamientos, en Atlético de Rafaela, también vistió la camiseta de Ben Hur, en la era Carlos Trullet. El Deportivo Libertad de Sunchales se lo llevó para jugar el Federal A por el año 2007.

### Libertad
Llegó a Libertad en el año 2007 de la mano de Daniel Veronese, Era el entrenador de la división local. Su carrera profesional empezó en el 2007 cuando el entrenador Frank Kudelka le pidió a la dirigencia del club que le permitiera dar el salto al primer equipo para disputar en ese entonces el Torneo Federal A. Permaneció en la institución hasta el año 2011.

### Quilmes
Llegó a Quilmes refuerzo para disputar la B Nacional, permaneció en el club hasta el año 2014  y lograron el ascenso a la Primera División. El 9 de febrero de 2013, marca su primer gol en Primera División frente a Boca Juniors nada más y nada menos que en La Bombonera. A pesar de su gol, el cervecero terminó perdiendo por 3 a 2.

### Colón
El 7 de julio de 2014 se confirmó su arribo por 18 meses a Colón club que disputará la Primera B Nacional luego de 19 años.

### Talleres
En el año 2015 llega a Talleres para afrontar el Torneo Federal A. Olivera fue uno de los primeros jugadores que llamó el entrenador Frank Darío Kudelka. Lo conoce desde Libertad de Sunchales al que el entrenador logró ascender al entonces Argentino A y al club al que “Wily” llegó siendo un futbolista amateur para jugar en la división local. Tras una excepcional campaña en el Torneo Federal A renueva su vínculo con la institución a través de un nuevo contrato. Ya con el equipo en la B Nacional, siguió formando parte de la dupla defensiva titular de centrales (él junto con Carlos Quintana); fue titular hasta la mitad del campeonato aproximadamente pero lamentablemente a causa de una lesión se pierde el resto del campeonato. Talleres se transformó en el equipo con la valla menos vencida. Sólo 10 goles recibió la "T" y su defensa fue clave en este rubro. Con el aporte de Wilfredo Olivera y Carlos Quintana, entre otros se transformaron en verdaderos pilares a la hora de alejar el peligro en el área propia.
En Talleres jugó un total de 38 partidos oficiales y tiene una increíble marca de 0 derrotas y en 16 juegos no le convirtieron a su equipo, siempre que él jugó, además convirtió 5 goles; logró dos ascensos con el "Matador" de Barrio Jardín.

Al no encontrar continuidad en Primera División y con la llegada de refuerzos a "Willy" se le hizo imposible asentarse en el primer equipo; hasta llegó a jugar algunos partidos para la Reserva de AFA del Matador; y luego de concluir la temporada, Talleres no le renueva su contrato y se ve obligado a irse del club. Wilfredo sin dudas quedó en el corazón de la hinchada "Albiazul" por toda la entrega y compromiso que demostró tanto fuera como dentro de la cancha. Tras conocerse la noticia de su partida miles de hinchas se despidieron de él por medio de las redes sociales y el club por medio de sus redes oficiales y su canal de YouTube le dedicó un emotivo vídeo (Ver vídeo). La respuesta de Willy a esto fue la siguiente(vía Twitter):
"Gracias a ustedes x haber confiado en mi! Y a la Hinchada Muchas gracias x el cariño que me dan siempre los llevare en mi corazón! Éxitos T." Escribió Wilfredo Olivera el 22 de julio de 2017.

### Atlético de Rafaela
Tras un excepcional paso por Talleres de Córdoba, Willy llega como primer refuerzo a Atlético de Rafaela para afrontar el torneo de la B Nacional 2017. Su llegada tuvo mucho que ver con la presencia de Lucas Bovaglio como entrenador de "La Crema", ya que lo tuvo en algunos partidos de reserva en Talleres. La imperiosa necesidad de reforzar la última línea fue lo que tentó al entrenador para insistir por Willy.

### Sarmiento
El 30 de junio de 2018, Olivera fichó con el lub Atlético Sarmiento de Junín.

### Belgrano
El día 1 de septiembre de 2020 su representante confirmaba que "Willy" sería nuevo jugador del pirata.

## Estadísticas

### Clubes
| Libertad (S) Argentina | 3.ª           | 2007-11       | 91  | 6  | — | —  | — | — | Inaccesibles | Inaccesibles | Inaccesibles | 91  | 6  | 0 |
| Libertad (S) Argentina | Total club    | Total club    | 91  | 6  | 0 | 0  | 0 | 0 | 0            | 0            | 0            | 91  | 6  | 0 |
| Quilmes A. C. Argentina | 2.ª           | 2011-12       | 4   | —  | — | 2  | — | — | Inaccesibles | Inaccesibles | Inaccesibles | 6   | 0  | 0 |
| Quilmes A. C. Argentina | 1.ª           | 2012-13       | 23  | 2  | — | —  | — | — | —            | —            | —            | 23  | 2  | 0 |
| Quilmes A. C. Argentina | 1.ª           | 2013-14       | 7   | —  | — | —  | — | — | —            | —            | —            | 7   | 0  | 0 |
| Quilmes A. C. Argentina | Total club    | Total club    | 34  | 2  | 0 | 2  | 0 | 0 | 0            | 0            | 0            | 36  | 2  | 0 |
| Colón Argentina | 2.ª           | 2014          | 5   | —  | — | 1  | — | — | Inaccesibles | Inaccesibles | Inaccesibles | 6   | 0  | 0 |
| Colón Argentina | Total club    | Total club    | 5   | 0  | 0 | 1  | 0 | 0 | 0            | 0            | 0            | 6   | 0  | 0 |
| Talleres Argentina | 3.ª           | 2015          | 23  | 3  | — | —  | — | — | Inaccesibles | Inaccesibles | Inaccesibles | 23  | 3  | 0 |
| Talleres Argentina | 2.ª           | 2016          | 13  | 2  | — | 2  | — | — | Inaccesibles | Inaccesibles | Inaccesibles | 15  | 2  | 0 |
| Talleres Argentina | 1.ª           | 2016-17       | —   | —  | — | —  | — | — | —            | —            | —            | 0   | 0  | 0 |
| Talleres Argentina | Total club    | Total club    | 36  | 5  | 0 | 2  | 0 | 0 | 0            | 0            | 0            | 38  | 5  | 0 |
| Atlético Rafaela Argentina | 2.ª           | 2017-18       | 11  | —  | — | 1  | — | — | Inaccesibles | Inaccesibles | Inaccesibles | 12  | 0  | 0 |
| Atlético Rafaela Argentina | Total club    | Total club    | 11  | 0  | 0 | 1  | 0 | 0 | 0            | 0            | 0            | 12  | 0  | 0 |
| Sarmiento Argentina | 2.ª           | 2018-19       | 25  | 3  | — | —  | — | — | Inaccesibles | Inaccesibles | Inaccesibles | 25  | 3  | 0 |
| Sarmiento Argentina | 2.ª           | 2019-20       | 14  | 1  | — | 1  | — | — | Inaccesibles | Inaccesibles | Inaccesibles | 15  | 1  | 0 |
| Sarmiento Argentina | Total club    | Total club    | 39  | 4  | 0 | 1  | 0 | 0 | 0            | 0            | 0            | 40  | 4  | 0 |
| C. A. Belgrano Argentina | 2.ª           | 2020          | 6   | —  | — | —  | — | — | Inaccesibles | Inaccesibles | Inaccesibles | 6   | 0  | 0 |
| C. A. Belgrano Argentina | 2.ª           | 2021          | 22  | —  | 1 | —  | — | — | Inaccesibles | Inaccesibles | Inaccesibles | 22  | 0  | 1 |
| C. A. Belgrano Argentina | 2.ª           | 2022          | 16  | —  | — | 3  | — | — | Inaccesibles | Inaccesibles | Inaccesibles | 19  | 0  | 0 |
| C. A. Belgrano Argentina | Total club    | Total club    | 44  | 0  | 1 | 3  | 0 | 0 | 0            | 0            | 0            | 47  | 0  | 1 |
| San Martín (T) Argentina | 2.ª           | 2023          | 8   | —  | — | 1  | — | — | Inaccesibles | Inaccesibles | Inaccesibles | 9   | 0  | 0 |
| San Martín (T) Argentina | Total club    | Total club    | 8   | 0  | 0 | 1  | 0 | 0 | 0            | 0            | 0            | 9   | 0  | 0 |
| Total carrera | Total carrera | Total carrera | 268 | 17 | 1 | 11 | 0 | 0 | 0            | 0            | 0            | 279 | 17 | 1 |
| (1) Las copas nacionales se refiere a la Copa Argentina y Copa de la Liga. (2) No incluye datos de partidos amistosos ni categorías inferiores. |               |               |     |    |   |    |   |   |              |              |              |     |    |   |

## Palmarés

### Títulos nacionales
| Título             | Club     | País      | Año  |
| ------------------ | -------- | --------- | ---- |
| Torneo Federal A   | Talleres | Argentina | 2015 |
| Primera B Nacional | Talleres | Argentina | 2016 |
| Primera B Nacional | Belgrano | Argentina | 2022 |

### Otros logros
| Título                     | Club          | País      | Año     |
| -------------------------- | ------------- | --------- | ------- |
| Ascenso a Primera División | Quilmes A. C. | Argentina | 2011-12 |